# Erick Osores
Erick Iván Osores Patiño (Lima, 22 de febrero de 1976) es un periodista peruano, que alcanzó la popularidad por ser el conductor de los noticieros deportivos del canal América Televisión.

## Trayectoria
Tras fracasar en la prueba de la división de menores del Deportivo Municipal, a los 16 años, Osores debutó en el periodismo deportivo como locutor radial en la desaparecida Radio Ovación, a pedido de Micky Rospigliosi. Previo a su carrera como periodista, comenzó a estudiar ciencias de la comunicación en la Universidad San Martín de Porres. Osores comenzó a incursionarse en la televisión trabajando para televisoras como Austral Televisión, Televisión Nacional del Perú y Red Global recurrentemente.[cita requerida]
En agosto de 2000, Erick firmó contrato para América Televisión, televisora donde se mantendría por varios años consecutivos. Además, comenzó como reportero del bloque deportivo de América noticias, para luego en 2002 se incluyera en la conducción junto a Gonzalo Núñez del programa dominical deportivo Fútbol en América.  Tuvo una restructuración de 2 etapas: la primera, entre 2002 y 2013, siendo reemplazado por Pasión por el fútbol, y la segunda, desde 2014 hasta la actualidad.
En 2009, ingresó como conductor del programa deportivo N deportes de Canal N y en 2012, fue incluido en la conducción del bloque deportivo de la edición central del noticiero América noticias de América Televisión. Trabajó para el Diario Líbero durante el mundial de Brasil 2014 y fue presentador de los juegos olímpicos Londres 2012, de la UEFA Champions League y comentarista de la Copa América desde 2001.
Además, tuvo una participación en la película Calichín en 2016, interpretándose a sí mismo.
En 2018, ingresó como el nuevo conductor del programa deportivo ESPN FC de la cadena ESPN 2, donde comparte conducción junto a Peter Arévalo «Mr. Peet», Julinho, Percy «Zancudo» Olivares y Alexandra Hörler. Posteriormente, el programa se renombró a Equipo F hasta su cancelación en 2023.
En 2020, volvió a trabajar con Núñez para el canal web Erick & Gonzalo por la plataforma YouTube, rol donde se mantiene en la actualidad.

## Créditos

### Películas
- Calichín (2016) como él mismo (cameo).
- La Academia (2021) como él mismo (cameo).[17]

### Televisión
- Ovación (1995-1998) como presentador deportivo.
- Fútbol en América (2002-2013; desde 2014) como presentador deportivo.[18]
- Pasión por el fútbol (2013-2014) como presentador deportivo.
- N deportes (desde 2009) como presentador.
- América deportes (desde 2012) como presentador, bloque del noticiero América noticias Edición Central.
- ESPN FC (desde 2018) como panelista.

### Radio
- Radio Ovación (1993-1995) como locutor.
- CPN Radio (1995-1998) como locutor, junto a Daniel Peredo y Eddie Fleischman.
- Radio Panamericana (2018) como locutor y presentador del programa radial Erick Osores en Panamericana.

### Internet
- Erick & Gonzalo (desde 2020) como presentador deportivo.

## Premios y condecoraciones
| Año  | Premios     | Categorías                 | Resultado | Ref.   |
| ---- | ----------- | -------------------------- | --------- | ------ |
| 2013 | Líbero      | Mejor periodista deportivo | Ganador   | [ 19 ] |
| 2019 | Premios IAB | Mejor influencer del año   | Ganador   | [ 20 ] |